# Bull Moose-Cutting Automobile Company
Die Bull Moose-Cutting Automobile Company war ein kurzlebiger Automobilhersteller aus Saint Paul  (Minnesota, USA).

## Beschreibung
Das einzige Automobil des Unternehmens, das Ende 1914 nur wenige Monate hergestellt wurde, war der Baby Moose 12 HP ("Kleiner Elch"), ein zweiplätziger Roadster mit hintereinander angeordneten Sitzen. Das Fahrzeug wird als Cyclecar bezeichnet, allerdings liegt der Hubraum von 1168 cm³ oberhalb der Grenze für Cyclecars. Es war ein Vierzylindermotor mit 2,75 Zoll Bohrung und 3 Zoll Hub. Umgerechnet sind das 69,85 mm Bohrung und 76,2 mm Hub. Es entsprach technisch weitgehend einem Entwurf, den John E. Pfeffer aus Minneapolis (Minnesota) für die Continental Engine Manufacturing Company in Chicago (Illinois) und Minneapolis entwickelt hatte. Wie es dazu kam, dass das Unternehmen in St. Paul seinen nahezu gleichen Kleinwagen herausbringen konnte, ist nicht geklärt. Bekannt ist, dass die Continental Engine Manufacturing Company frisches Kapital erhielt und in Chicago als Continental Engineering Company neu aufgestellt wurde. Pfeffer entwickelte dort den Continental zum etwas größeren Ceco weiter und blieb im Vorstand des neuen Unternehmens, ohne jedoch nach Chicago umzuziehen. Es scheint, dass er stattdessen den Baby Moose für die Bull Moose-Cutting Automobile Company vorbereitete.
Der Baby Moose hatte den gleichen Radstand von 2337 mm (92 Zoll) wie der Continental, einen (wahrscheinlich baugleichen) luftgekühlten Vierzylindermotor mit etwa 12 PS nach damaliger Berechnungsmethode und sogar mit 360 US-Dollar den gleichen Preis. Nur den bei dem Continental wahlweise erhältlichen Kettenantrieb gab es beim Baby Moose nicht; er hatte Riemenantrieb wie viele Continental. Während dieser nur als Tandem-Roadster erhältlich war, bot man für den Baby Moose zusätzlich einen Lieferwagenaufbau an.
Der Baby Moose wird manchmal irrtümlich – wohl wegen des Namens seines Herstellers – als Bull Moose bezeichnet.

## Modellübersicht
| Bauzeit | Modell           | Motor  | Antrieb  | Radstand | Karosserie     | Listenpreis (US-Dollar) |
| ------- | ---------------- | ------ | -------- | -------- | -------------- | ----------------------- |
| 1914    | Baby Moose 12 HP | 4 Zyl. | Friktion | 2337 mm  | Tandem 2 Sitze | 360                     |
| 1914    | Baby Moose 12 HP | 4 Zyl. | Friktion | 2337 mm  | Light Delivery | 360                     |

Wie zahlreiche andere Cyclecars verschwand auch der Baby Moose sehr schnell vom Markt, weil „richtige“ Autos wie der Ford Modell T immer günstiger wurden; ein zweisitziger Runabout war 1914 ab 500 Dollar zu haben. Der fünfsitzige Touring car kostete nur 50 Dollar mehr und die Preise sanken im folgenden Jahr sogar um je 10 Dollar.